# Un mulato llamado Martín
Un mulato llamado Martín o San Martín de Porres, es una película biográfica, de drama y religión mexicana de 1975 dirigida por Tito Davison y protagonizada por René Muñoz y Luis Álvarez.

## Reparto
- René Muñoz como Fray Martín de Porres
- Luis Álvarez
- Nerón Rojas
- Mario Velázquez
- Berta Rosen
- Juan Bautista Font
- José Velázquez
- Ricardo Fernández
- Carlos Velázquez
- Pablo Fernández
- Carmen Escardo
- Luis Cabrera
- Reynaldo Arenas
- Carlos Soto
- Ramón García Ribeyro
- Benjamín Arce
- Rony Campos
- Gloria María Ureta como Juana de Porres
- Julio Alemán como don Juan de Porres